# Dentachionaspis auratilis
Dentachionaspis auratilis är en insektsart som först beskrevs av Robert Newstead 1920.  Dentachionaspis auratilis ingår i släktet Dentachionaspis och familjen pansarsköldlöss.
Artens utbredningsområde är Uganda. Inga underarter finns listade i Catalogue of Life.